# Dehlingsberg
Der Dehlingsberg ist eine 51 m ü. NHN hohe Erhebung bei Ragow, einem Ortsteil der Stadt Mittenwalde im Landkreis Teltow-Fläming im Land Brandenburg.
Die Erhebung liegt im Nordosten der Stadt und dort rund 450 m nordöstlich der Anschlussstelle Ragow der Bundesautobahn 13, die in diesem Bereich von Norden kommend in südlicher Richtung verläuft.